# Kral Şakir
Kral Şakir ist eine türkische Zeichentrickserie von Varol Yaşaroğlu, die seit 2016 auf dem türkischen Fernsehsender Cartoon Network ausgestrahlt wird. Die Serie wird vom Studio Grafi2000 produziert.

## Handlung
Şakir ist ein Junge einer Löwenfamilie und die Geschichten werden mit seiner Familie und seinen Freunden erzählt. Şakirs Vater ist ein Löwe und seine Mutter ist eine Katze. Ihre Schwester Canan ist eine Katze wie ihre Mutter und hat einen Schildkrötengroßvater. Remzi hat einen festen Freund. Er heißt Necati und ist ein Elefant. Er ist immer in ihrem Haus, isst und spielt oft. Er ist Hausmeister in der Schule. Er ist sehr ungeschickt. Es gibt auch einen streunenden Hund namens Tanju, der kein Zuhause hat, in Müllhalden lebt und immer Müll isst und Waffeln liebt. Er hängt immer bei ihnen und es gibt auch einen Geier namens Kürşat, der immer nach Drecksarbeit ist und mit seinen beiden Männern neben ihm ständig schlechte Dinge tut. Er hat auch einen bösen Sohn. Er ist in der gleichen Klasse wie sein Sohn Cemşit Şakir. Es gibt auch ein Tier, das sich mit Wissenschaft befasst und das ist das Erdmännchen. Oft helfen Şakir, Necati und Remzi ihnen zusammenzukommen, wenn etwas schiefgeht. Obwohl die Serie zu Beginn nicht reich an Fantasien war, wurden die Geschichten in den folgenden Folgen komplexer. Pflanzen, die sich in Monster verwandeln, Zeitreisen und Themen wie Magie und Wissenschaft.

## Synchronisation
| Rolle            | Originalsprecher                                   |
| ---------------- | -------------------------------------------------- |
| Şakir            | Mustafa Oral                                       |
| Remzi            | Attila Şendil                                      |
| Necati           | Levent Ünsal (2016–2020), Emre Turanlı (seit 2020) |
| Canan            | Didem Atlıhan                                      |
| Kadriye          | Sema Kahriman                                      |
| Peyami Dede      | Sedat Yılmaz                                       |
| Uyuz Tanju       | Hakan Akın                                         |
| Mirket           | Onur Akgülgil                                      |
| Akbaba Kürşat    | Barış Özgenç                                       |
| Goril Ercan      | Sinan Divrik                                       |
| Ayı Polat        | Ali Çorapçı                                        |
| Huysuz Cüneyt    | Koray Aktaş                                        |
| Yaşlı Kaplumbağa | Arda Tümer                                         |

## Produktion und Veröffentlichung
Die Zeichentrickserie wurde von Grafi2000 produziert. Regie führte Kuntay Kumbur und das Drehbuch schrieb Haluk Can Dizdaroğlu. Der Produzent der Serie ist Varol Yaşaroğlu. Die Serie läuft seit 16. Mai 2016 auf Cartoon Network (Türkei).

## Filme
- 2018: Kral Şakir: Oyun Zamanı
- 2019: Kral Şalir: Korsanlar Diyarı
- 2021: Kral Şakir: Mikrop Avcıları
- 2021: Kral Şakir: Cumburlop
- 2022: König Shakir recycelt
- 2024: Kral Şakir: Devler uyandı